# 諾里奇聯足球俱樂部
諾里奇聯合足球俱樂部（Norwich United Football Club），是一個總部位於諾福克郡布羅菲爾德的英格蘭足球俱樂部。該俱樂部是目前東部郡聯賽超級組的成員，主場在農場球場，該俱樂部隸屬於諾福克郡足球聯盟。

## 歷史
該俱樂部成立於1903年，作為波令蘭與區的足球俱樂部。剛才始在諾維奇與區聯盟參賽，1965年成為盎格利亞組合的創始成員。他們在1979年以5-2擊敗布拉登漢姆流浪者而贏得諾福克初級杯，其後又在1981年擊敗羅克斯漢姆儲備隊再度奪冠。同一年他們還奪得了初級聯盟杯。1982年俱樂部獲得晉級，然後在1984年以2-1擊敗布拉登漢姆流浪者而贏得了盎格利亞組合高級杯。
1985年俱樂部移轉到歌德社會俱樂部。在1985-86與1986-87賽季，俱樂部兩度殺入決賽諾福克高級杯，但分別輸給了諾里奇城儲備隊和大雅茅斯鎮。
1987年，俱樂部更名為諾里奇聯合，並在1988-89賽季贏得了盎格利亞組合超級聯賽，因而晉級到東部郡聯盟。在第一級的首個賽季，他們獲得亞軍，但因為歌德的設施不完善而無法晉級。接下來的一個賽季，他們贏得冠軍，並晉升至該聯盟的主聯賽，他們之所以能夠如此，是因為他們在夏季搬到了布羅菲爾德的農場球場。1994年他們成績殿底而被降回第一級，但在2002年獲得第一級冠軍而回到主聯賽。

## 外部連結
- 俱樂部網站（页面存档备份，存于）
- Norwich United@Football Club History Database